# NGC 4877
NGC 4877 (другие обозначения — MCG -2-33-86, IRAS12577-1500, PGC 44761) — галактика в созвездии Дева.
Этот объект входит в число перечисленных в оригинальной редакции «Нового общего каталога».
В галактике вспыхнула сверхновая SN 2010cp типа Ia, её пиковая видимая звездная величина составила 17,5.